# Ton Roosendaal

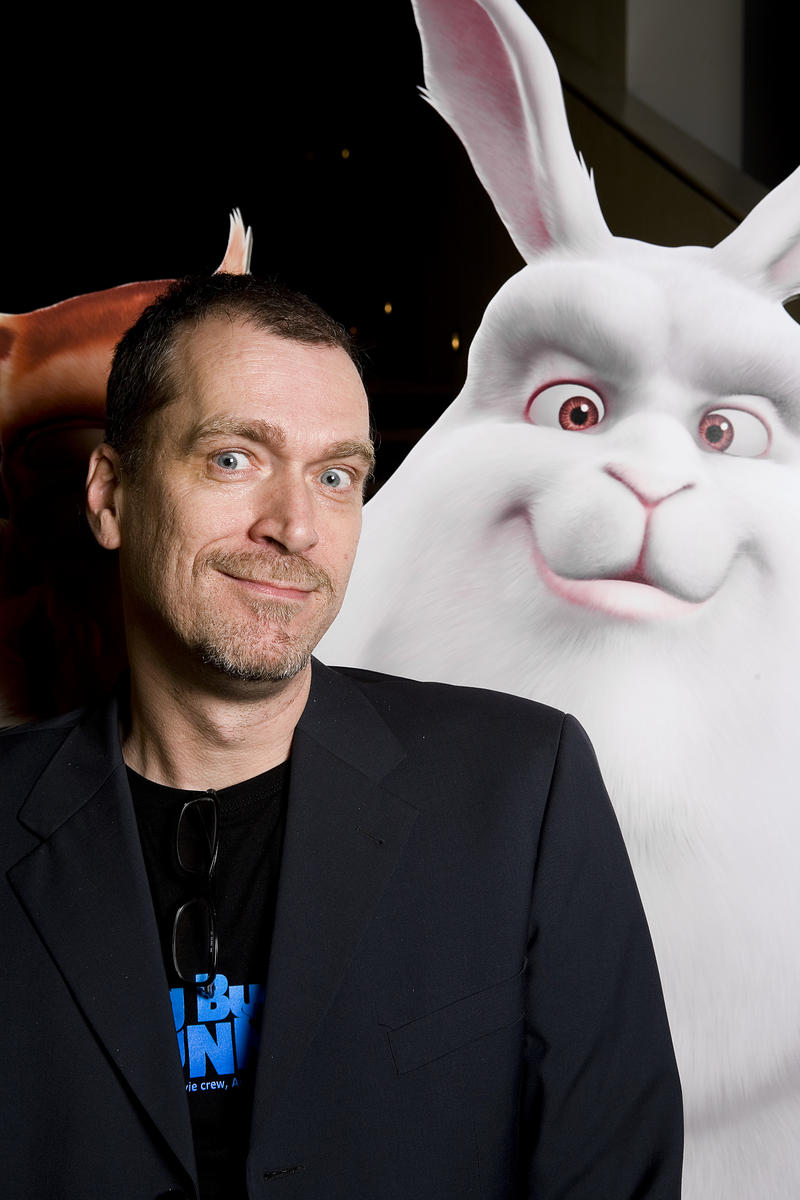
Ton Roosendaal 2008

Ton Roosendaal (* 20. März 1960 in den Niederlanden) ist ein niederländischer Softwareentwickler, Vorsitzender der Blender Foundation und Chefentwickler des freien 3D-Modellierungsprogramms Blender. Weiterhin ist er Produzent von Elephants Dream, Big Buck Bunny, Sintel, Tears of Steel und Cosmos Laundromat: First Cycle – vier computergenerierten Kurzfilmen, die hauptsächlich mit freier Software erstellt wurden.
In den 1980er-Jahren arbeitete er als freier Designer im Bereich Industriedesign. Schon damals war er sehr technikinteressiert und erwarb 1985 seinen ersten Amiga, für den erste Grafik-, Video- und 3D-Grafiksoftware erhältlich war. 1988 war er Mitgründer einer Firma mit dem Namen NeoGeo, welche Videografik, Videoanimationen und Effekte mit dem Schwerpunkt Animationen anbot. Zu diesem Zweck wurde aus Kostengründen eigene Software für internen Gebrauch entwickelt.

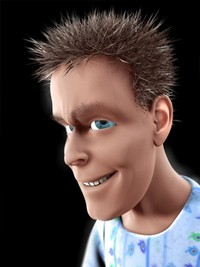
Ton Roosendaal im Blender-3D-Porträt

1995 wurde Blender geboren, es war die dritte Generation der internen Tools und lief ausschließlich auf Silicon-Graphics-Systemen.
1998 entschied Roosendaal, Blender zu vermarkten und gründete die Firma NaN (Not a Number Technologies). Im selben Jahr wurde auch erstmals eine Version für Linux portiert und ebenfalls als Freeware angeboten. Blender wurde deshalb schnell populär.
2002 ging NaN wie viele andere Dotcoms pleite (Dotcom-Blase).
Roosendaal organisierte eine Versammlung mit allen Investoren und konnte sie dazu bewegen, den Quelltext unter der GNU General Public License (GPL) zu veröffentlichen.
Zwei Bedingungen stellten die Investoren jedoch: Erstens soll es nicht möglich sein, dass eine andere Firma den Quelltext aufgreift und daraus ein eigenes kommerzielles Programm vermarktet, und zweitens sollte eine Summe von 100.000 Euro bezahlt werden.
Der erste Punkt wurde ausreichend durch die GPL erfüllt.
Der Geldbetrag sollte in Form von Spenden erreicht werden, daher gründete er am 18. Juli 2002 die Blender Foundation. Innerhalb von nur sieben Wochen wurde der geforderte Betrag am 7. September erreicht. Diese Strategie der Spendensammlung nennt man auch „Street Performer Protocol“ bzw. später „Crowdfunding“.
Im Mai 2005 kündigte Roosendaal das Projekt Orange an, aus welchem am 24. März 2006 der Film Elephants Dream hervorging. Bei diesem Projekt wie auch beim nachfolgenden Peach Project war er Produzent.
Auch das Filmprojekt der Blender Foundation, Durian, wurde von Ton Roosendaal produziert. Die Premiere des Films fand am 27. September 2010 auf dem Niederländischen Filmfestival statt.
Im Juli 2009 erhielt Roosendaal den Ehrendoktortitel der Fakultät für Unternehmen und Recht der Leeds Metropolitan University im englischen Leeds.